# Rainbow Bridge nationalmonument

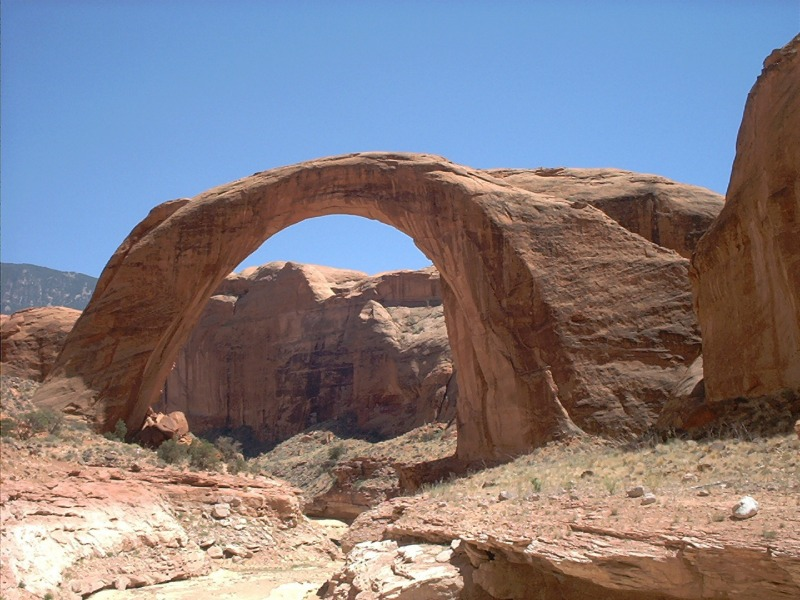
Rainbow Bridge

Rainbow Bridge nationalmonument ligger i delstaten Utah, USA där en av världens största, kända naturliga broar - Rainbow Bridge (Regnbågsbron) - finns. När bron mättes år 1974 var den 83,8 meter lång och 80 meter hög. Senare mätningar av valvet under bron med officiella metoder anger bredden till 71,3 meter och höjden till 74,7 meter. Själva bron är 13 meter tjock och 10 meter bred.
Rainbow Bridge ligger i en isolerad kanjon vid foten av Navajobergen och har länge varit en helig plats för USA:s ursprungsbefolkning. Puebloindijaner följdes av Paiute och Navajo som döpte bron till Nonnezoshe (regnbåge i sten). Flera indianfamiljer bor fortfarande i området.

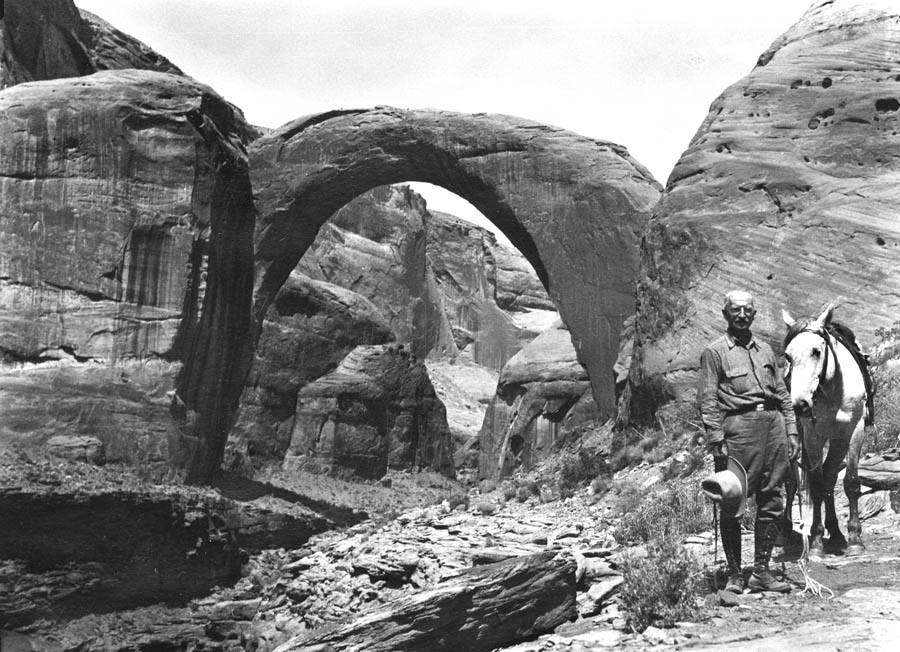
Byron Cummings vid Rainbow Bridge, 1909

Rainbow Bridge upptäcktes först 1909 av en expedition ledd av Byron Cummings och William  Douglass.
Formationen var svårtillgänglig ända tills Coloradofloden dämdes upp av Glen Canyon Dam och Lake Powell skapades, men är idag relativt lätt att besöka.
Carl Haydens besökcentrum ligger i orten Page. Därifrån får man åka båt längs Lake Powell och sedan gå drygt 3 km för att nå platsen. Man kan även fotvandra genom indianresarvatet om man söker tillstånd hos Navajo Nation. Inga vägar går dit.